# Picard (Familienname)
Picard ist ein französischer Familienname.

## Namensträger
- Alexandre Picard (Eishockeyspieler, Juli 1985) (* 1985), kanadischer Eishockeyspieler
- Alexandre Picard (Eishockeyspieler, Oktober 1985) (* 1985), kanadischer Eishockeyspieler
- Alfred Picard (1913–1945), deutscher Fußballspieler
- Alfred Maurice Picard (1844–1913), französischer Ingenieur und Politiker
- André Picard (* 1951), französischer Ruderer
- Anton Picard (* 1922), deutscher Fußballspieler
- Charles Picard (1883–1965), französischer Klassischer Archäologe
- Dominique Picard (1914–1997), französischer Mediziner
- Edmond Picard (1836–1924), belgischer Jurist und Schriftsteller
- Edmund Picard (1876–1949), deutscher Geologe und Paläontologe
- Edwin Jacob Picard (1889–1942), deutscher Mediziner, Chirurg und Urologe
- Élisabeth Toutut-Picard (* 1954), französische Politikerin (La République en Marche)
- Émile Picard (1856–1941), französischer Mathematiker
- Ernest Picard (1821–1877), französischer Rechtsanwalt und Politiker
- François Picard (1921–1996), französischer Autorennfahrer
- Fritz Picard (1888–1973), deutsch-französischer Buchhändler
- Geoffrey Picard (1943–2002), US-amerikanischer Ruderer
- Georges Picard (Maler) (1857–1943), französischer Maler, Illustrator und Dekorateur
- Georges Picard (Schriftsteller) (* 1945), französischer Schriftsteller
- Gilbert Charles-Picard (1913–1998), französischer Klassischer Archäologe
- Hans Rudolf Picard (1928–2017), deutscher Romanist und Literaturwissenschaftler
- Hans von Morsey-Picard (1854–1914), preußischer Bergmeister
- Henry Picard (1906–1997), US-amerikanischer Golfspieler
- Irving Picard (* 1941), US-amerikanischer Anwalt, Gerichtstreuhänder von Milliarden-Betrüger Bernard L. Madoff
- Jacob Picard (1883–1967), deutscher Schriftsteller
- Jacques Picard (Politiker) (1828–1905), kanadischer Jurist und Politiker
- Jacques Picard (Biologe) (1925–2015), französischer Meeresbiologe und Entomologe
- Jacques Picard (Historiker) (* 1952), Schweizer Historiker
- Jacques Maurice Picard (1944–2010), französischer Gymnasiallehrer und Autor
- Janina Picard (* 1994), deutsche Schauspielerin
- Jean Picard (1620–1682), französischer Astronom
- John Picard (* 1937), britischer Jazzmusiker
- Joseph-Denis Picard (1761–1826), französischer General
- Karl Picard (1845–1913), deutscher Geologe, Paläontologe und Botaniker
- Klaus Picard (* 1955), deutscher Manager
- Leo Picard (Journalist) (1888–1981), belgischer Journalist und Historiker
- Leo Picard (Geologe) (Yehuda Leo Picard; 1900–1997), deutsch-israelischer Geologe
- Lil Picard (1899–1994), US-amerikanische Künstlerin
- Louis-Benoît Picard (1769–1828), französischer Dramatiker
- Louis Edmond Antoine Le Picard de Phélippeaux (1767–1799), französischer Militär und Emigrant
- Manuela Weichelt-Picard (* 1967), Schweizer Politikerin
- Marie Picard (1872–1915), belgische Diplomatin, siehe Marie Depage
- Maurice Picard (1870–1951), schweizerisch-französischer Uhrenunternehmer
- Max Picard (1888–1965), Schweizer Schriftsteller
- Michel Picard (Ruderer) (* 1954), französischer Ruderer
- Michel Picard (* 1969), kanadischer Eishockeyspieler
- Michelle Picard (* 1993), US-amerikanische Eishockeyspielerin
- Olivier Picard (1940–2023), französischer Althistoriker, Numismatiker und Klassischer Archäologe
- Pauline Picard (1947–2009), kanadische Politikerin
- Raymond Picard (1917–1975), französischer Romanist und Literaturwissenschaftler
- Robert Picard (* 1957), kanadischer Eishockeyspieler
- Rosalind Picard (* 1962), US-amerikanische Elektroingenieurin und Hochschullehrerin
- Rudolf Picard (1889–1976), deutscher Lehrer und Mundartforscher
- Samy Picard (* 1988), Luxemburger Basketballspieler
- Simon Picard (* 1956?), britischer Jazzmusiker
- Walter Picard (1923–2000), deutscher Pädagoge und Politiker (CDU)
- Yvonne Picard (1920–1943), französische Philosophin und Résistancekämpferin

## Fiktive Figuren
- Figuren im Star-Trek-Universum#Captain Jean-Luc Picard, fiktive Figur aus den Star-Trek-Serien und -Filmen